# Коста-де-ла-Лус
Коста-де-ла-Лус (исп. Costa de la Luz, «Побережье света») — побережье Атлантического океана в юго-западной Андалузии.
Коста-де-ла-Лус располагается между городом Тарифа (мыс Марроки) в провинции Кадис и устьем реки Гвадиана (провинция Уэльва).
Атлантическое побережье популярно среди туристов, как местных, так и иностранных, несмотря на то, что температура воды ниже, а ветра сильнее, чем на испанских средиземноморских курортах. Кроме морского отдыха, популярностью среди посетителей пользуются национальный парк Доньяна, монастырь Ла-Рабида и один из древнейших среди существующих поныне городов Европы Кадис.
Исторически Коста-де-ла-Лус было известно ещё финикийцам, которые и основали Кадис в XI веке до н. э.. В 1492 году из Палос-де-ла-Фронтера отправился Колумб в своё знаменитое путешествие. В 1805 году близ мыса Трафальгар состоялось знаменитое сражение.